# Davidshirsch
Der Davidshirsch oder Milu (Elaphurus davidianus) ist eine Säugetierart aus der Familie der Hirsche (Cervidae). Ursprünglich im östlichen Asien beheimatet, wurde er in freier Wildbahn vor  mehreren hundert Jahren ausgerottet und konnte nur durch Haltung in einem kaiserlichen Park von Peking und später in europäischen Wildgehegen überleben. Erste Auswilderungen im angestammten Verbreitungsgebiet begannen Mitte der 1980er Jahre.

## Merkmale
Die Kopf-Rumpf-Länge beträgt 183 bis 216 Zentimeter. Davidshirsche haben den längsten Schwanz aller Hirsche, er misst zwischen 22 und 35 Zentimeter. Der lange, eselartige Schwanz endet in einer schwarzen Quaste. Die Schulterhöhe beträgt 122 bis 137 Zentimeter und das Durchschnittsgewicht 214 Kilogramm bei Männchen und 159 Kilogramm bei Weibchen. Damit ist der Davidshirsch ein vergleichsweise großer Hirsch und nur etwas kleiner als der Rothirsch.
Das Fell ist im Sommer kräftig rotbraun und im Winter blass hellbraun gefärbt. Der Haarwechsel ins Winterkleid beginnt ab August, anders als bei den meisten anderen Hirschen weisen sie keinen Spiegel auf, das heißt die Hinterseiten der Oberschenkel haben keine vom anderen Fell abweichende Färbung. Die Voraugendrüsen sind bei Davidshirschen sehr stark entwickelt, und da diese Haut rund um diese Voraugendrüsen nicht behaart ist, wirken sie noch größer. Mit den langen, schlanken Beinen erinnert der Davidshirsch gestaltlich ein wenig an ein Rentier. Die Hufe sind sehr groß und die Afterklauen sind so lang, dass sie den Boden berühren. Die Hufform erinnert an die von Renen und Karibus, bei denen sich die Schalen weit spreizen können, um ein Einsinken im Schnee zu verhindern. Bei dem ursprünglich in Feuchtgebieten vorkommenden Davidshirsch verhindert diese Hufform ein Einsinken im feuchten Boden.
Auffälligstes Merkmal des Davidshirsch ist aber das Geweih, das nach hinten gerichtete Verzweigungen aufweist, wobei die erste fast so groß wie die Hauptstange ist. Hierdurch scheint das Geweih dem Betrachter in die „verkehrte“ Richtung gewachsen zu sein. Die Geweihstangen erreichen eine Länge von 72 bis 84 Zentimeter. Das Geweih wächst während der Wintermonate und damit innerhalb einer für Hirsche ungewöhnlichen Zeit. Lediglich das Europäische und das Sibirische Reh teilen dieses Merkmal.
Davidshirsche sind gute Schwimmer. Ihr Gang dagegen wirkt steifbeinig und die maximale Geschwindigkeit, die sie erreichen, liegt bei 30 km/h.

## Verbreitung und Lebensraum
Die ursprüngliche Verbreitung des Davidshirsches war lange Zeit unbekannt. Jüngere Fossilfunde zeigen, dass er im Pleistozän noch nahezu in ganz China sowie in Korea und Japan vorkam. Als vermeintliches Aussterbedatum des Davidshirsches in freier Wildbahn findet man immer wieder das Jahr 200 n. Chr. Wie auch immer die Überlieferung dieses Datums zustande gekommen ist, heute gilt als gesichert, dass Davidshirsche sehr viel länger überlebten. Nach Angaben des chinesischen Forschers Xia Jingshi lebten die letzten Herden wohl während der Ming-Dynastie, und die verbliebenen Einzelhirsche wurden im 17. oder vielleicht auch im 18. Jahrhundert getötet. Unbestätigten Berichten zufolge wurden noch im 19. Jahrhundert auf der Insel Hainan zwei Felle gefunden.
Nach der Ausrottung in freier Wildbahn überlebte die Art, weil in den kaiserlichen Gärten von Peking eine Herde von 120 Tieren über Jahrhunderte gehegt wurde. Die heutigen Bestände (siehe Bedrohung und Schutz) stammen allerdings sämtlich von europäischen Zoohirschen ab.
Der einstige Lebensraum des Davidshirsches waren Sumpfgebiete. Seine stark vergrößerten, spreizbaren Klauen sind eine Anpassung an die Umwelt und bewahrten ihn vor dem Einsinken.

## Lebensweise und Ernährung

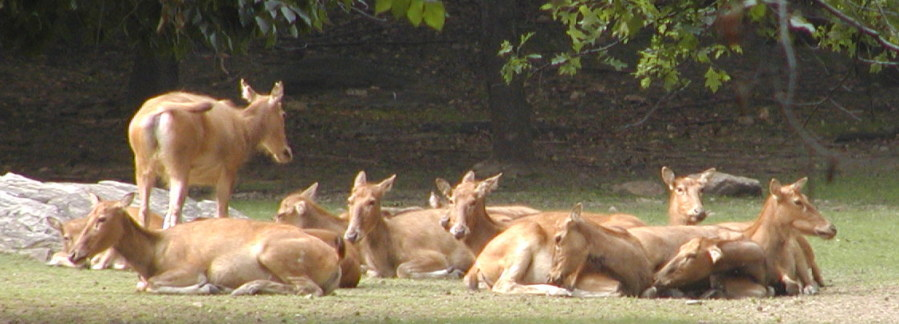
Davidshirsche

Der chinesische Zoologe Xia Jingshi schrieb unter Berufung auf alte Quellentexte, dass zur Zeit der chinesischen Reichsgründung (etwa 200 v. Chr.) Tausende von wilden Davidshirschen in großen Herden umherstreiften. An den sehr viel kleineren Herden der heutigen Zeit kann man sehen, dass die männlichen Hirsche zur Zeit der Brunst heftige Kämpfe ausfechten, um einen Harem zu etablieren. Hierbei kämpfen sie nicht nur mit den Geweihen, sondern stellen sich auch auf die Hinterbeine, um mit den Vorderhufen nach dem Konkurrenten zu treten.
Zur Nahrung des Davidshirsches gehören hauptsächlich Gräser, ergänzt durch Wasserpflanzen und Laub.

## Fortpflanzung
Die Brunftzeit beginnt Ende Juni, wenn sich die Rudel der weiblichen Tiere auf den traditionellen Brunftplätzen versammeln. Ein dominantes Männchen schließt sich diesem Rudel an und versucht andere Männchen vom Rudel fernzuhalten. Frontale Schiebekämpfe zwischen den Männchen sind gelegentlich zu beobachten. Die Männchen kämpfen gelegentlich aber auch durch Schläge mit ihren Vorderläufen, dabei richten sie sich auf den Hinterläufen auf.
Während der Brunftzeit lassen die Hirsche ein tiefes, abgehacktes Röhren hören. Die Männchen graben unter anderem Brunftkuhlen, in die sie urinieren und in denen sie sich anschließend ausgiebig suhlen. Brünftige Hirsche benetzen auch ihre Brust, ihre Beine und ihre Nackenhaare ausgiebig mit Urin, indem sie beim Urinieren den Penis waagrecht hin- und herschwingen. Auch dieses Verhalten ist bei Hirschen ungewöhnlich. Weiterhin reiben sie ihre Voraugendrüse und ihre Nackenhaare an Bäumen und Sträuchern ihres Reviers. Sie forkeln außerdem mit ihrem Geweih den Boden und reißen dabei Grasbüschel auf, die sich in ihrem Geweih verfangen. Dieses Verhalten, das auch bei anderen Hirscharten zu beobachten ist, dient vermutlich dazu, das Geweih größer und imposanter erscheinen zu lassen.
Die Tragzeit beträgt rund neun Monate und zählt damit zu den längsten innerhalb der Hirsche - Vermutungen über eine mögliche Keimruhe wie beim Reh haben sich nicht bestätigt. Üblicherweise kommen ein oder zwei Junge zur Welt, die bei der Geburt rund 11 Kilogramm wiegen und wie viele junge Hirsche zunächst ein geflecktes Fell haben. Die Geschlechtsreife tritt mit zwei Jahren ein, das Höchstalter eines Tieres betrug 23 Jahre.

## Bedrohung und Schutz

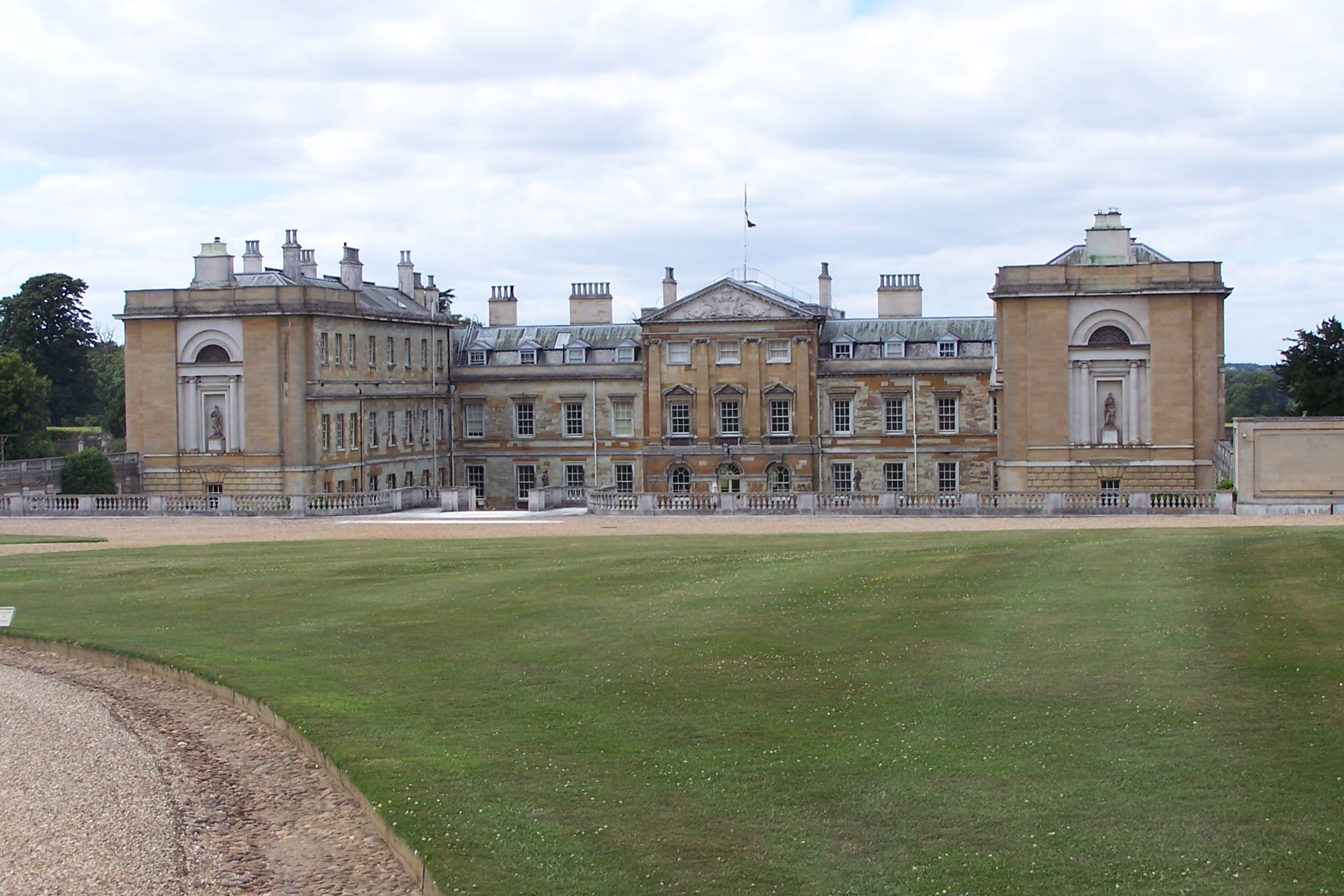
Auf dem Gelände der Woburn Abbey in Bedfordshire wurden Davidshirsche in der ersten Hälfte des 20. Jahrhunderts gezüchtet

Wie oben erwähnt, waren spätestens im 19. Jahrhundert die Bestände auf eine Herde im Südlichen Hirschgarten bei Peking beschränkt. Als wohl erster Europäer sah der französische Pater Armand David (nach welchem die Art auch benannt ist) 1865 diese Hirsche, indem er trotz Verbots auf die 3,10 m hohe Mauer kletterte. Er hielt sie auf Grund ihrer morphologischen Merkmale zunächst für eine Art von Ren. Durch Bestechung der Wachen gelangte David später an zwei Felle, die er nach Europa sandte, wo der Zoologe Henri Milne Edwards die Art anhand dieser erstbeschrieb.
Später bekamen französische, britische und deutsche Diplomaten lebende Davidshirsche geschenkt. Diese wurden nach Europa verschifft und in den dortigen Zoos untergebracht. Einige kamen auch im Berliner Zoo unter; sie wurden jedoch mit Rothirschen gekreuzt, wodurch der Bestand bald nicht mehr reinblütig war.
In China selbst kam zur Wende zum 20. Jahrhundert das Ende für die dortige Herde. Eine Flutkatastrophe 1895 zog den Park in arge Mitleidenschaft, etliche Tiere ertranken, andere entkamen durch die zerstörte Mauer und wurden bald von hungernden Menschen getötet und gegessen. Nur rund 20 bis 30 Tiere überlebten zunächst, sie wurden aber während der Wirren des Boxeraufstands fünf Jahre später ebenfalls getötet und verspeist. Ein letzter Davidshirsch überlebte bis 1922 im Zoo von Peking, ehe er dort starb.
Nachdem das Aussterben in China bekannt geworden war, entschieden sich alle Zoos, die Davidshirsche hielten, ihre Tiere in die Obhut des Herzogs von Bedford (England) zu geben, der verschiedenste exotische Hirscharten in seinen Gärten bei Woburn Abbey nördlich von London hielt und erfolgreich züchtete. 18 Exemplare stellten den weltweiten Restbestand dar. Hiervon waren ein Hirsch und fünf Hirschkühe noch fortpflanzungsfähig. Die kleine Herde, für die ein Internationales Zuchtbuch eingerichtet wurde, war ausgesprochen fruchtbar. Sie umfasste 1914 bereits neunzig Tiere und war 1946 auf dreihundert Hirsche angewachsen. Kleine Zuchtgruppen wurden auf verschiedene Zoos verteilt und züchteten überall erfolgreich.
1956 erhielt der Zoo von Peking fünf Davidshirsche. Erst 1985 wurden 39 Davidshirsche in ihrer ursprünglichen Heimat in das Dafeng Milu Naturreservat in der Provinz Jiangsu ausgewildert. Heute gibt es ausgewilderte Davidshirsche auch im Beijing Milu Park bei Peking. 2005 bestand die Weltherde aus 1.300 Exemplaren, von denen rund 1.000 in China lebten. Daraufhin wurde das Zuchtbuch eingestellt. Bis zum Jahr 2020 wuchs der Bestand in China auf etwa 9000 Tiere an, von denen ungefähr 2800 als wild lebend gelten. Die IUCN listet den Davidshirsch jedoch vorläufig noch als in freier Wildbahn ausgestorben (extinct in the wild).

## Einzelbelege
1. 1 2  Leonard Lee Rue III: The Encyclopedia of Deer. Voyageur Press, Stillwater 2003, ISBN 0-89658-590-5, S. 82
2. ↑  Leonard Lee Rue III: The Encyclopedia of Deer. Voyageur Press, Stillwater 2003, ISBN 0-89658-590-5, S. 82 f.
3. 1 2 3 4 5  Leonard Lee Rue III: The Encyclopedia of Deer. Voyageur Press, Stillwater 2003, ISBN 0-89658-590-5, S. 83
4. ↑  Bo Beolens, Michael Grayson, Michael Watkins: The Eponym Dictionary of Mammals. Johns Hopkins University Press, 2009; S. 315–316; ISBN 978-0-8018-9304-9.
5. ↑  Zhibin Cheng,Xiuhua Tian,Zhenyu Zhong u. a.: Reintroduction, distribution, population dynamics and conservation of a species formerly extinct in the wild: A review of thirty-five years of successful Milu (Elaphurus davidianus) reintroduction in China. In: Global Ecology and Conservation. Abgerufen am 19. November 2022 (englisch).
6. ↑  Elaphurus davidianus in der Roten Liste gefährdeter Arten der IUCN 2016. Eingestellt von: Deer Specialist Group, 2016. Abgerufen am 19. November 2022.